# Десять процентов мне
«Десять процентов мне» (пол. 10% dla mnie) — польский чёрно-белый музыкальный фильм, романтическая комедия 1933 года.

## Сюжет
Янек — бедный служащий из маленького городка. Он любит Зосю, но её родители недоброжелательны к ему. Когда они получают большое наследство — выезжают в столицу. Янек тоже едет туда и продолжает ухаживания с помощью нового товарища — Лёпека, завсегдатая столичных салонов.

## В ролях
- Тадеуш Весёловский  — Янек
- Казимеж Круковский — Лёпек
- Толя Манкевичувна — Зося Гжибкувна
- Владислав Вальтер — Валеры Гжибек, отец Зоси
- Янина Янецкая — Гжибкова, мать Зоси
- Зофья Чаплиньская — мама Патык
- Альма Кар — Дзюня
- Юлиуш Лущевский — Здзись
- Юзеф Орвид — Леопольд, нотариус
- Чеслав Сконечны — ловкач
- Тадеуш Фиевский — гостиничный бой
- Станислав Селяньский — лакей на приёме у мамы Патык
- Михал Халич — лакей на приёме у мамы Патык
- Людвик Фрицше — граф Олесь
- Алина Желиская — женщина у бара на дансинге